# Генерал-губернатор Тувалу
- Генерал-губернатор  Тувалу.

Генерал-губернатор  Тувалу  є  представником  монарха Тувалу,  який  є  одночасно  монархом Великої Британії.  Він  виконує  обов'язки  монарха  Тувалу.  Посаду  створено 1 жовтня 1978 р.  з  проголошенням  незалежності  Тувалу.  Генерал-губернатор  скликає  парламент  Тувалу  та  призначає  обраного ним  прем'єр-міністра.

## Список генерал-губернаторів Тувалу
- Фіатау Пенітала Тео - 1978 - 1986
- Тупуа Лаупена - 1986 - 1990
- Тоаріті Лауті - 1990 - 1993
- Топу Малефоне Сіоне - 1993 - 1994
- Тулага Мануела - 1994 - 1998
- Томасі Пуапуа - 1998 - 2003
- Фаїмалага Лука - 2003 - 2005
- Філоімеа Теліта - 2005 - 2010
- Катуна Латасі - 2010
- Якоба Італелі - 2010 - 2019
- Теніку Темесі Гонолулу - 2019 - 2021
- Самуелу Тео - 2021
- Тофіга Фалані - 2021 - і дотепер